# コミュニティバスやわた
コミュニティバスやわたは、八幡市が運行するコミュニティバスである。2005年（平成17年）2月5日より実証運行を開始
。運行開始時は京阪バスに運行委託していた。京阪バス男山営業所が担当していたが、2018年4月1日より京都京阪バスへ委託先を変更し、京都京阪バス八幡営業所が担当している。
なお本項では、かつて運行されていた八幡市の実証実験路線（一般路線バス）である「八幡市南北線」についても記述する。八幡市南北線は京阪バス京田辺営業所が担当していたが、2009年6月30日をもって運行を終了した。

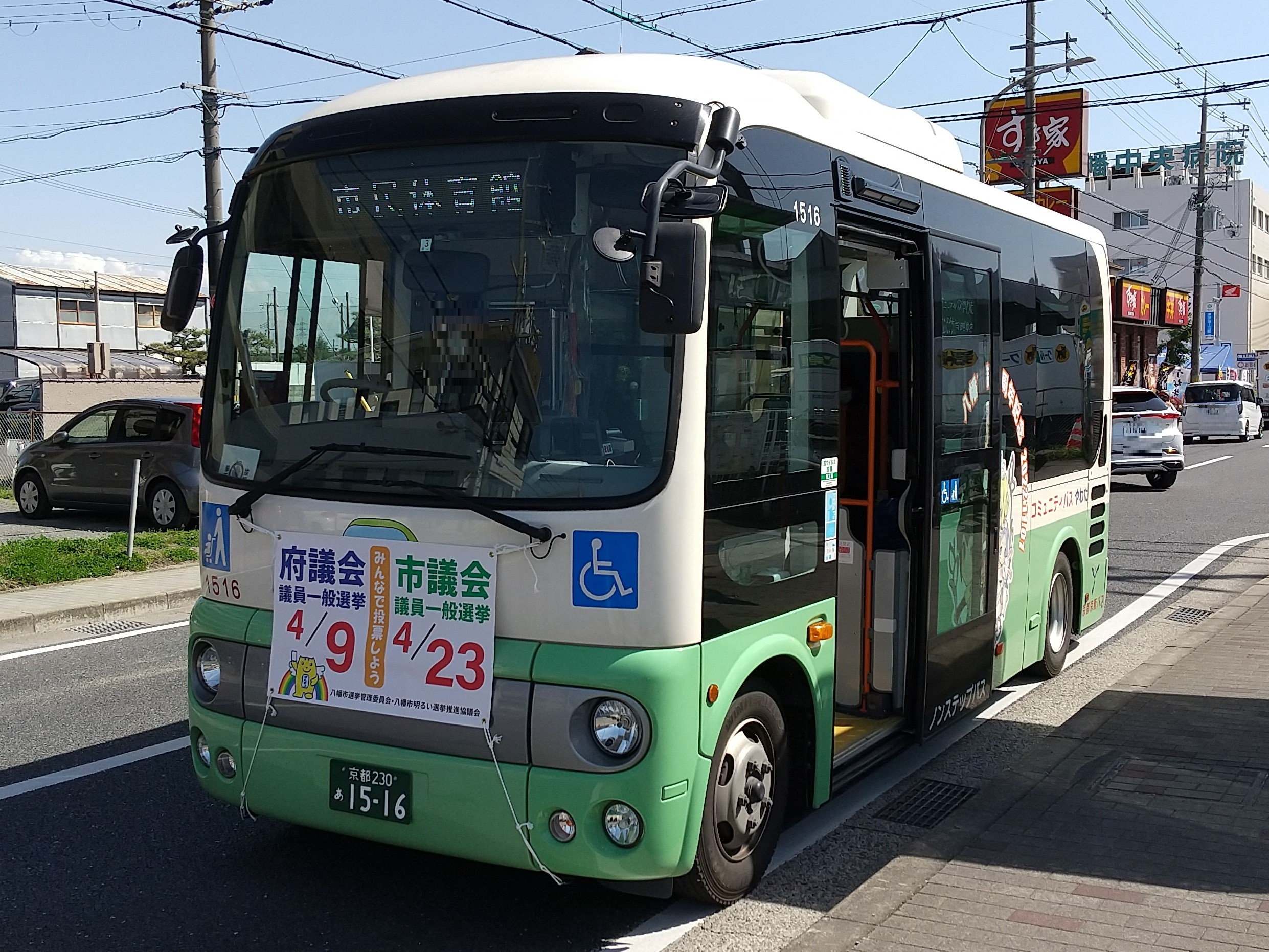
コミュニティバスやわた

## 概要
コミュニティバスやわたは、2005年の運行開始当初は1年間の試験運行とされていたが、2006年にその期間を1年延長し、2007年に更に1年延長した。2008年以降も継続して運行している。設定開始当初と比較して1往復増便されている。
コミュニティバスやわたでは、停留所ナンバリングが設定されており、公式サイトでもナンバリングが確認できる。停留所ポールは、1人掛けのベンチ2脚と一体になった特徴的なものとなっている。
八幡市南北線は八幡市を走行するのが基本であるが、山手西・山手中央・松井山手駅の各停留所は隣接する京田辺市に位置する。またコミュニティバスやわたと接続するダイヤとなっていた。

## 沿革
- 2005年2月5日：コミュニティバスやわたの実証運行を開始[1][2]。専用車両として初代ポンチョが2台用意され、発車式が開催される[1]。
- 2008年10月19日：八幡市南北線の運行開始。当初は2009年3月31日まで実施予定（その後延長）。
- 2009年6月30日：八幡市南北線の実証試験終了、乗客数が目標に達しなかったため廃止。
- 2011年4月1日：コミュニティバスやわたの専用車両を初代ポンチョから2代目ポンチョへ代替。
- 2012年12月22日：一部経路変更を実施（八幡小学校前経由に変更）。
- 2018年4月1日：運行委託先を京阪バスから京都京阪バスへ変更。

## 運賃・乗車券類

### コミュニティバスやわた
- 大人200円・小児100円
- 一日乗車券（当経路のみ乗り放題）300円（大人・小児共通）
- 当経路専用の回数券も発売されている。一冊1,000円（100円券11枚綴）
- 大芝・松花堂前及び八幡第二小学校停留所より美濃山口方面へ乗り継ぎする場合に限り運賃は大人・小児共に50円となる。
- PiTaPaも利用可能。

### 八幡市南北線
- 大人290円・小児150円（全線乗車の場合）
- 京阪グループ共通バスカード、PiTaPaも利用できた。

## 路線

### コミュニティバスやわた
- 橋本東山本 - かもしか公園前 - 橋本栗ケ谷 - あらかし近隣公園前 - 明野 - 橋本東刈又 - 男山雄徳 - ひかり - 長沢北 - 318棟前(市民体育館行きのみ) - すみれ公園前(橋本東山本行きのみ) - 306棟前(市民体育館行きのみ) - 泉 - 男山泉 - くすのき小学校 - 生涯センター前 - 弓岡 - 京都八幡高校 - 八寿園前 - 大芝 - 一区公会堂前 - 志水 - ありあけ公園前 - あさひ公園前 - おさ田 - 市役所庁舎前 - 八幡小学校前 - 森 - 八幡東浦 - 小西 -川口別所 - 川口萩原 - 下奈良今里(市民体育館前行きのみ) - 下奈良二階堂 - 都集会所前(橋本東山本行きのみ) - 上奈良南ノ口 - 蜻蛉尻 - 有都小学校 - 内里 - 内里宮ノ前 - 岩田北 - 野尻城究 - 上津屋石ノ塔 - 上津屋流れ橋 - 浜上津屋 - 八幡市民体育館

経路変更前には平日（市役所の開庁日）の運行日に八幡市役所の玄関前に停車していたが、変更後は全便が市役所庁舎前経由となった。
「橋本東山本」停留所は、京阪本線橋本駅より徒歩10分ほどの住宅地にある。
「男山雄徳」停留所は、男山車庫から西に100m（信号にして二つ目）の交差点から北に50mほどの位置にある。

### 八幡市南北線
松井山手駅 - きんめい公園 - 御幸谷 - 久保田 - おさ田 - 八幡市役所前 - 京阪八幡

## 車両

### コミュニティバスやわた
コミュニティバスやわたの専用車両は、八幡市が所有する日野・ポンチョの2台 (F-3013/F-3014) と、予備車として男山営業所に配備され送迎バスなどに使用される特定バス登録の車両1台（社番503M）が使用されていたが、これは2010年代前半に廃車となり、代わって大津営業所よりSタイプを1台転属させてそれを予備車としている。
2005年の実証運行開始時に、専用車両として初代ポンチョが2台用意され在籍していた。2011年4月1日より2代目ポンチョに代替され、廃車車両以外は京都京阪バスへ移籍した。

### 八幡市南北線
中型車2台 (W-3175/W-3179) および中型短尺車3台 (W2007/W2008/S-1065) が使用された。ただし中型長尺車 (N3017/N3018/N4021/N4022) が運用される場合もあった。
八幡市南北線で運用される場合は、前面と側面に1箇所ずつヘッドマークを装着していた。